# Hemisphaerius tristis
Hemisphaerius tristis är en insektsart som beskrevs av Stsl 1863. Hemisphaerius tristis ingår i släktet Hemisphaerius och familjen sköldstritar. Inga underarter finns listade i Catalogue of Life.